# Maurizio Iorio
Maurizio Iorio (Milão, 6 de junho de 1959) é um ex-futebolista profissional italiano que atuava como atacante.

## Carreira
Maurizio Iorio se profissionalizou no 	Vigevano.

## Seleção
Maurizio Iorio integrou a Seleção Italiana de Futebol nos Jogos Olímpicos de 1984, de Los Angeles.

## Títulos
Roma
- Serie A: 1982–83.

Inter
- UEFA Cup: 1990–91.